# Montmorot
Montmorot est une commune française située dans l'agglomération de Lons-le-Saunier, dans le département du Jura, la région culturelle et historique de Franche-Comté et la région administrative Bourgogne-Franche-Comté.

## Géographie

### Communes limitrophes
Les communes limitrophes sont Saint-Didier, Lons-le-Saunier, Courbouzon, Messia-sur-Sorne, Courlans, Larnaud, Ruffey-sur-Seille, L'Étoile et Villeneuve-sous-Pymont.

### Géologie
Le territoire communal repose sur le bassin houiller du Jura, où le charbon est découvert par un sondage.

### Climat
Pour des articles plus généraux, voir Climat de la Bourgogne-Franche-Comté et Climat du département du Jura.
En 2010, le climat de la commune est de type climat des marges montargnardes, selon une étude du Centre national de la recherche scientifique s'appuyant sur une série de données couvrant la période 1971-2000. En 2020, Météo-France publie une typologie des climats de la France métropolitaine dans laquelle la commune est exposée à un climat semi-continental et est dans la région climatique  Jura, caractérisée par une forte pluviométrie en toutes saisons (1 000 à 1 500 mm/an), des hivers rigoureux et un ensoleillement médiocre. 
Pour la période 1971-2000, la température annuelle moyenne est de 11 °C, avec une amplitude thermique annuelle de 17,5 °C. Le cumul annuel moyen de précipitations est de 1 189 mm, avec 12,6 jours de précipitations en janvier et 8,6 jours en juillet. Pour la période 1991-2020, la température moyenne annuelle observée sur la station météorologique installée sur la commune est de 11,8 °C et le cumul annuel moyen de précipitations est de 1 147,4 mm. 
La température maximale relevée sur cette station est de 39,8 °C, atteinte le 12 août 2003 ; la température minimale est de −19,6 °C, atteinte le 9 janvier 1985,,. 
| Mois                                  | jan.             | fév.             | mars           | avril           | mai             | juin           | jui.            | août           | sep.           | oct.            | nov.            | déc.            | année      |
| ------------------------------------- | ---------------- | ---------------- | -------------- | --------------- | --------------- | -------------- | --------------- | -------------- | -------------- | --------------- | --------------- | --------------- | ---------- |
| Température minimale moyenne (°C)     | 0,6              | 0,8              | 3,8            | 6,4             | 10,1            | 13,6           | 15,5            | 15,3           | 11,8           | 8,8             | 4,1             | 1,3             | 7,7        |
| Température moyenne (°C)              | 3,3              | 4,2              | 8,1            | 11,3            | 15,1            | 18,7           | 20,7            | 20,5           | 16,5           | 12,5            | 7,1             | 3,9             | 11,8       |
| Température maximale moyenne (°C)     | 6                | 7,6              | 12,4           | 16,1            | 20              | 23,8           | 25,9            | 25,8           | 21,3           | 16,2            | 10,1            | 6,6             | 16         |
| Record de froid (°C) date du record   | −19,6 09.01.1985 | −15,8 11.02.1986 | −12,2 01.03.05 | −3,8 10.04.1977 | −0,2 03.05.1979 | 1,7 01.06.1986 | 6,6 04.07.1984  | 4,8 30.08.1998 | 0,4 29.09.1972 | −4,2 30.10.1997 | −9,2 23.11.1998 | −15 30.12.05    | −19,6 1985 |
| Record de chaleur (°C) date du record | 17,2 01.01.23    | 20,8 24.02.21    | 23,8 31.03.21  | 28,3 30.04.05   | 32,4 24.05.09   | 36,6 18.06.22  | 39,4 31.07.1983 | 39,8 12.08.03  | 33,7 10.09.23  | 29 04.10.1985   | 22,4 08.11.15   | 19,9 16.12.1989 | 39,8 2003  |
| Précipitations (mm)                   | 83               | 76,6             | 79,7           | 91,5            | 113             | 88,8           | 95,4            | 95,3           | 95             | 112,4           | 117,2           | 99,5            | 1 147,4    |

| Diagramme climatique                                  |            |             |             |           |              |              |              |            |              |              |            |
| J                                                     | F          | M           | A           | M         | J            | J            | A            | S          | O            | N            | D          |
| 60,683                                                | 7,60,876,6 | 12,43,879,7 | 16,16,491,5 | 2010,1113 | 23,813,688,8 | 25,915,595,4 | 25,815,395,3 | 21,311,895 | 16,28,8112,4 | 10,14,1117,2 | 6,61,399,5 |
| Moyennes : • Temp. maxi et mini °C • Précipitation mm |            |             |             |           |              |              |              |            |              |              |            |

Les paramètres climatiques de la commune ont été estimés pour le milieu du siècle (2041-2070) selon différents scénarios d'émission de gaz à effet de serre à partir des nouvelles projections climatiques de référence DRIAS-2020. Ils sont consultables sur un site dédié publié par Météo-France en novembre 2022.

## Urbanisme

### Typologie
Au 1er janvier 2024, Montmorot est catégorisée ceinture urbaine, selon la nouvelle grille communale de densité à sept niveaux définie par l'Insee en 2022.
Elle appartient à l'unité urbaine de Lons-le-Saunier, une agglomération intra-départementale regroupant onze  communes, dont elle est une commune de la banlieue,,. Par ailleurs la commune fait partie de l'aire d'attraction de Lons-le-Saunier, dont elle est une commune de la couronne,. Cette aire, qui regroupe 139 communes, est catégorisée dans les aires de 50 000 à moins de 200 000 habitants,.

### Occupation des sols

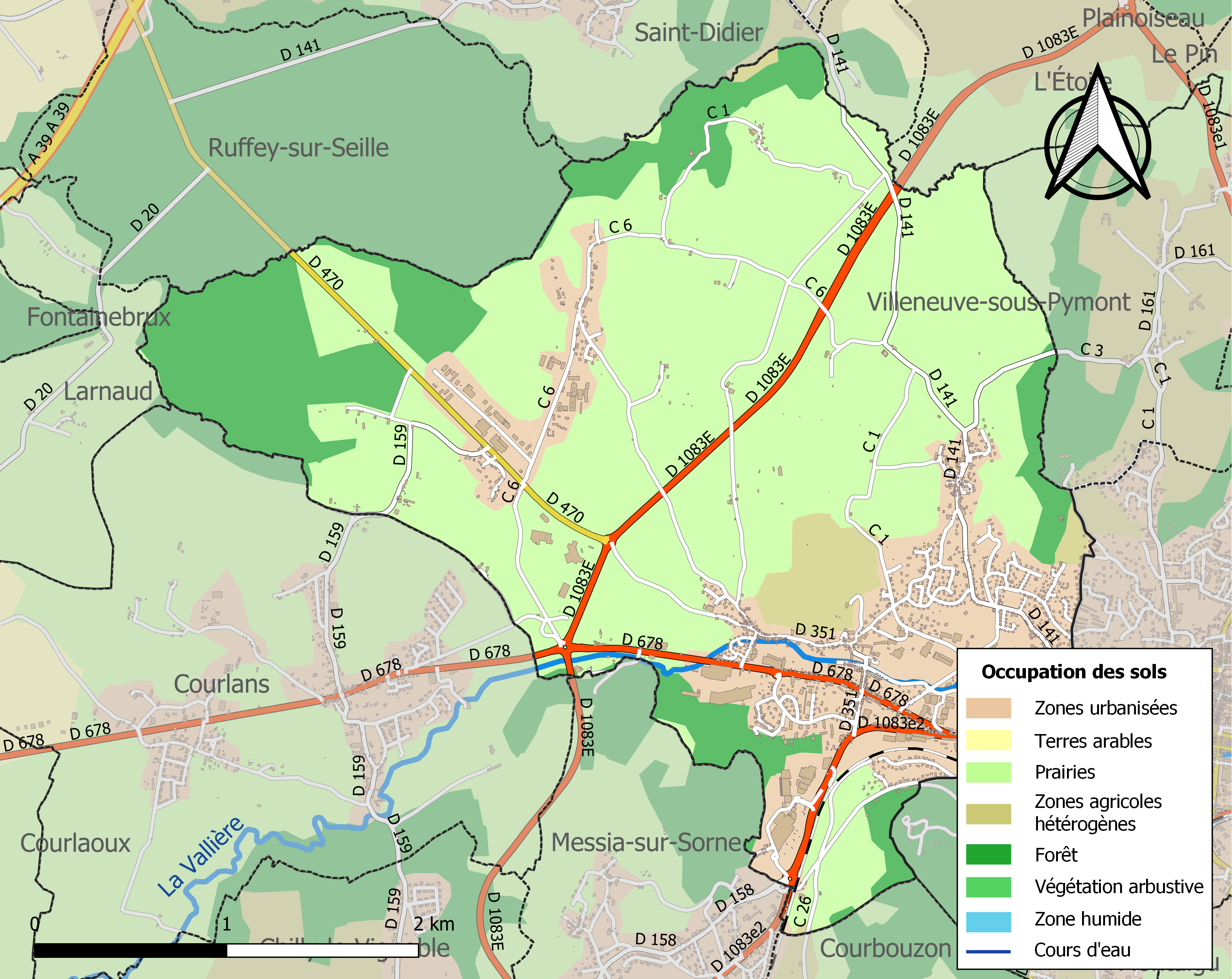
Carte des infrastructures et de l'occupation des sols de la commune en 2018 (CLC).

L'occupation des sols de la commune, telle qu'elle ressort de la base de données européenne d’occupation biophysique des sols Corine Land Cover (CLC), est marquée par l'importance des territoires agricoles (62 % en 2018), en diminution par rapport à 1990 (63,3 %). La répartition détaillée en 2018 est la suivante : 
prairies (59,1 %), zones urbanisées (16,4 %), forêts (16,2 %), zones industrielles ou commerciales et réseaux de communication (5,4 %), zones agricoles hétérogènes (2,9 %). L'évolution de l’occupation des sols de la commune et de ses infrastructures peut être observée sur les différentes représentations cartographiques du territoire : la carte de Cassini (XVIIIe siècle), la carte d'état-major (1820-1866) et les cartes ou photos aériennes de l'IGN pour la période actuelle (1950 à aujourd'hui).

## Histoire
| Blason | Blasonnement : « Losangé d'argent et de gueules de six tires. » |

Les membres de la maison de Montmorot (ou Montmoret) avaient leur sépulture dans la cathédrale Saint-Étienne de Besançon au même titre que les comtes de Bourgogne, le vicomte de Besançon, le maréchal impérial de Besançon, les seigneurs de Montfaucon, d'Abbans, de Scey et d'Arguel. Leurs armes étaient "lozangées d'argent et de gueules".
Thiesbert/Thibert Ier de Montmoret (ou Montmorot), seigneur de Montmorot. Il est le fils d'Hugues de Bourgogne, dit de Superalios (v. 1037- v. 1086) et d'Aldeberge de Scey. Petit-fils de Renaud Ier de Bourgogne et d'Adélaïde de Normandie il est apparenté à la maison de Scey par sa mère. Il est nommé dans la donation faite par le comte Géraud Ier de Mâcon à la chartreuse de Bonlieu que Thisbert fonde en 1170, en 1172 il engage Ponce de Cuiseaux à demander à  Burchard, abbé d'Abondance, de recevoir parmi ses religieux Henry de Cuiseaux.
Mariage et succession :

Il épouse Alix de qui il a :
- Pierre qui suit,
- Hugues,
- Humbert.

Pierre de Montmoret (ou Montmorot), seigneur de Montmorot, chevalier. Il confirme en 1200 à la Chartreuse de Bonlieu les biens qui avaient été donnés par son père et en ajoute de nouveaux. Son sceau le représente à cheval, tenant son épée à la main.
Mariage et succession :

Il épouse Béatrix, (? - après 1222), fille d'Humbert de Coligny et d'Ide de Vienne (fille de Géraud Ier de Mâcon et de Maurette de Salins), de qui il a :
- Jacques qui suit,
- Humbert de Montmorot, dit Arragon, chevalier. Il consent en 1200 au don fait par son père à l'abbaye d'Abondance et il en augmente les possessions en 1223.

Jacques de Montmorot, dit "Jacques de Ruffey", chevalier, seigneur de Montmorot, de Ruffey et de Bletterans. Il est nommé dans l'acte de foi d'Humbert de Montmorot envers Jean de Bourgogne en 1246.
Mariage et succession :

Il épouse l'héritière de la maison de Ruffey de qui il a :
- Étienne qui suit,
- Guillemin, écuyer, seigneur à Gevingey, à Rotalier et à Vincelles.

Étienne de Montmorot, (? - après 1284), dit "Étienne de Ruffey", chevalier, seigneur de Montmorot, de Ruffey et de Bletterans. Il relève le nom et les armes de sa mère.
Mariage et succession :

Il épouse Béatrix, fille de Gaucher Ier de Broyes-Commercy et d'Agnès de Fouvent, de qui il a Marguerite, dame de Montmorot, Ruffey, Bletterans, Montdoré et Argilla. Cette dernière recueille la succession des maisons de Montmorot et de Ruffey. Avant 1298 elle épouse Guy de Jonvelle, puis vers 1304 Hugues V de Vienne seigneur de Seurre, Pymont et Lons-le-Saunier en partie  : leur fils Philippe III de Vienne, sire de Montmorot, Pymont et Lons en partie (Saint-Désiré), a pour héritière vers 1368/1370 sa fille Marguerite qui apporte ces fiefs à son époux Louis Ier de Chalon-Arlay ; vers 1400, leur fils Jean III prince d'Orange obtient l'autre partie de Lons-le-Saunier (le bourg avec le fief de Montaigu), de son cousin Louis II de Chalon-Tonnerre : la baronnie de Lons est ainsi réunie.
Le plus ancien membre connu de cette maison est Hugues de Montmorot, prieur de l'abbaye de Baume, qui assistait en 1120 à un accord passé entre son abbaye et les chanoines de Sainte-Madeleine de Besançon sous la médiation de l'archevêque Anséric. En 1147 il est fait mention de Milon, Viard et Étienne de Montmorot dans l'acte de donation faite à l'abbaye de Cluny par Guillaume IV de Bourgogne. En 1207 Guy et Humbert de Montmorot assistaient à un don fait par Pierre IV de Scey à l'abbaye Notre-Dame de Billon. Vuillemin de Montmorot, fils de Vion de Montmorot, donnait plusieurs sujets à Étienne de Vuillafans en 1256. Hugues, fils de Renaud de Montmorot, prêtait hommage, en mai 1259, à Jean de Bourgogne pour des terres situées près du château de Montmahoux et la promesse de faire construire une maison dans l'enceinte de la forteresse. Plusieurs autres membres sont cités dans divers actes de donation : Renaud de Montmorot dit de Saillenay en 1271, Huguenin de Chapoy fils de Renaud de Montmorot en 1276, Jean de Montmorot fils de Bertrand de Bornay en 1294, Humbert de Montmorot en 1314, Jean fils de Vauchier-Romain de Montmorot en 1318, Guillaume de Montmorot châtelain cité en 1346 à la Perrière-sur-Saône, Donnet de Montmorot en 1388, Fromont de Montmorot en 1402, Étienne de Montmorot (Montmoret) aumônier du roi de France cité en 1418, Guillaume de Montmorot fils de Pierre et de Claude de Vienne, seigneur de Pelagey, marié en 1499 à Denise de Chissey, Antoine de Montmorot châtelain pour le roi à Couches en 1507...

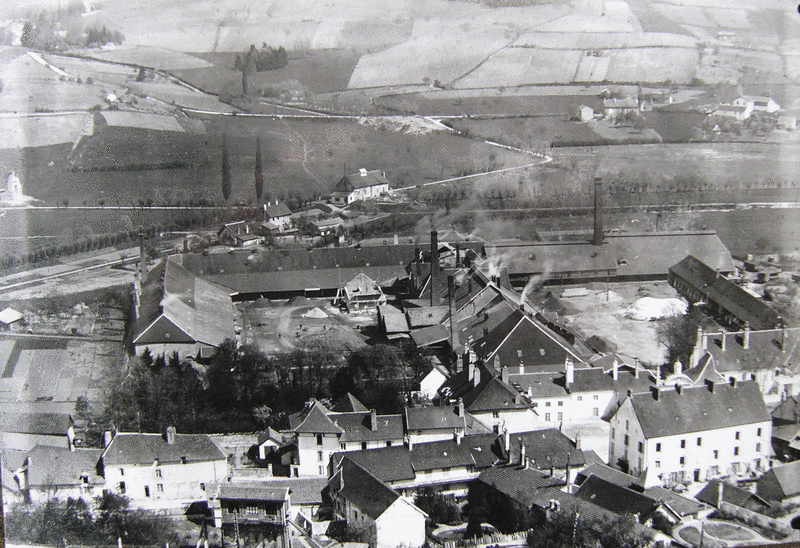
La saline de Montmorot.

L'extinction du rameau aîné d’Étienne de Montmorot marque la fin de la grande puissance territoriale des Montmorot en Franche-Comté, puisque tous les biens de cette famille sont transmis à la famille de Vienne. Il existe encore néanmoins de nombreux  Montmorot - cadets de Bourgogne - mais les principaux domaines féodaux héréditaires (Montmorot, Navilly, Bletterans, Ruffey...) sont passés en d'autres mains. 
Une branche cadette de la famille de Montmorot a vu son titre comtal confirmé par le roi Philippe IV d'Espagne.
Une saline est exploitée sur la commune de 1752 à 1966.

## Politique et administration
| Période                                  | Période   | Identité                 | Étiquette | Qualité  |
| ---------------------------------------- | --------- | ------------------------ | --------- | -------- |
| 1871                                     | 1871      | Georges Clément          |           |          |
| 1871                                     | 1872      | Claude François Charnier |           |          |
| 1872                                     | 1881      | Charles Alix Dumont      |           |          |
| 1881                                     | 1900      | Félix Bury               |           |          |
| 1900                                     | 1913      | Eugène Alcide Maillot    |           |          |
| 1913                                     | 1919      | Pierre Cazot             |           |          |
| 1919                                     | 1921      | Stéphane Cusin           |           |          |
| 1921                                     | 1923      | Pierre Cazot             |           |          |
| 1923                                     | 1935      | Désiré Journet           |           |          |
| 1935                                     | 1938      | Louis Carlot             |           |          |
| 1938                                     | 1941      | Eugène Malois            |           |          |
| 1941                                     | 1944      | Alix Rivoire             |           |          |
| 1944                                     | 1947      | Charles Billon           |           |          |
| 1947                                     | 1965      | Eugène Malois            |           |          |
| 1965                                     | 1971      | Marcel Billon            |           |          |
| mars 1971                                | mars 1989 | Maurice Monnier          |           |          |
| mars 1989                                | juin 1995 | René Grand               |           |          |
| juin 1995                                | mars 2014 | Robert Choulot           | UDI       | Retraité |
| mars 2014                                | En cours  | André Barbarin           | DVG       | Retraité |
| Les données manquantes sont à compléter. |           |                          |           |          |

## Démographie
L'évolution du nombre d'habitants est connue à travers les recensements de la population effectués dans la commune depuis 1793. Pour les communes de moins de 10 000 habitants, une enquête de recensement portant sur toute la population est réalisée tous les cinq ans, les populations de référence des années intermédiaires étant quant à elles estimées par interpolation ou extrapolation. Pour la commune, le premier recensement exhaustif entrant dans le cadre du nouveau dispositif a été réalisé en 2007.

En 2022, la commune comptait 3 207 habitants, en évolution de +6,02 % par rapport à 2016 (Jura : −0,81 %, France hors Mayotte : +2,11 %).
| 1793  | 1800  | 1806  | 1821  | 1831  | 1836  | 1841  | 1846  | 1851  |
| ----- | ----- | ----- | ----- | ----- | ----- | ----- | ----- | ----- |
| 1 543 | 1 549 | 1 764 | 1 555 | 1 617 | 1 803 | 1 836 | 1 946 | 1 925 |

| 1856  | 1861  | 1866  | 1872  | 1876  | 1881  | 1886  | 1891  | 1896  |
| ----- | ----- | ----- | ----- | ----- | ----- | ----- | ----- | ----- |
| 1 733 | 1 750 | 1 959 | 2 006 | 1 955 | 1 827 | 1 812 | 1 757 | 1 702 |

| 1901  | 1906  | 1911  | 1921  | 1926  | 1931  | 1936  | 1946  | 1954  |
| ----- | ----- | ----- | ----- | ----- | ----- | ----- | ----- | ----- |
| 1 887 | 1 739 | 1 792 | 1 642 | 1 838 | 1 994 | 2 064 | 2 346 | 2 344 |

| 1962  | 1968  | 1975  | 1982  | 1990  | 1999  | 2006  | 2007  | 2012  |
| ----- | ----- | ----- | ----- | ----- | ----- | ----- | ----- | ----- |
| 2 688 | 2 792 | 3 344 | 3 320 | 3 177 | 3 090 | 3 124 | 3 112 | 3 038 |

| 2017  | 2022  | - | - | - | - | - | - | - |
| ----- | ----- | - | - | - | - | - | - | - |
| 3 036 | 3 207 | - | - | - | - | - | - | - |

## Culture locale et patrimoine

### Lieux et monuments
- Le château de Montmorot.
- L'église Saint-Grégoire.

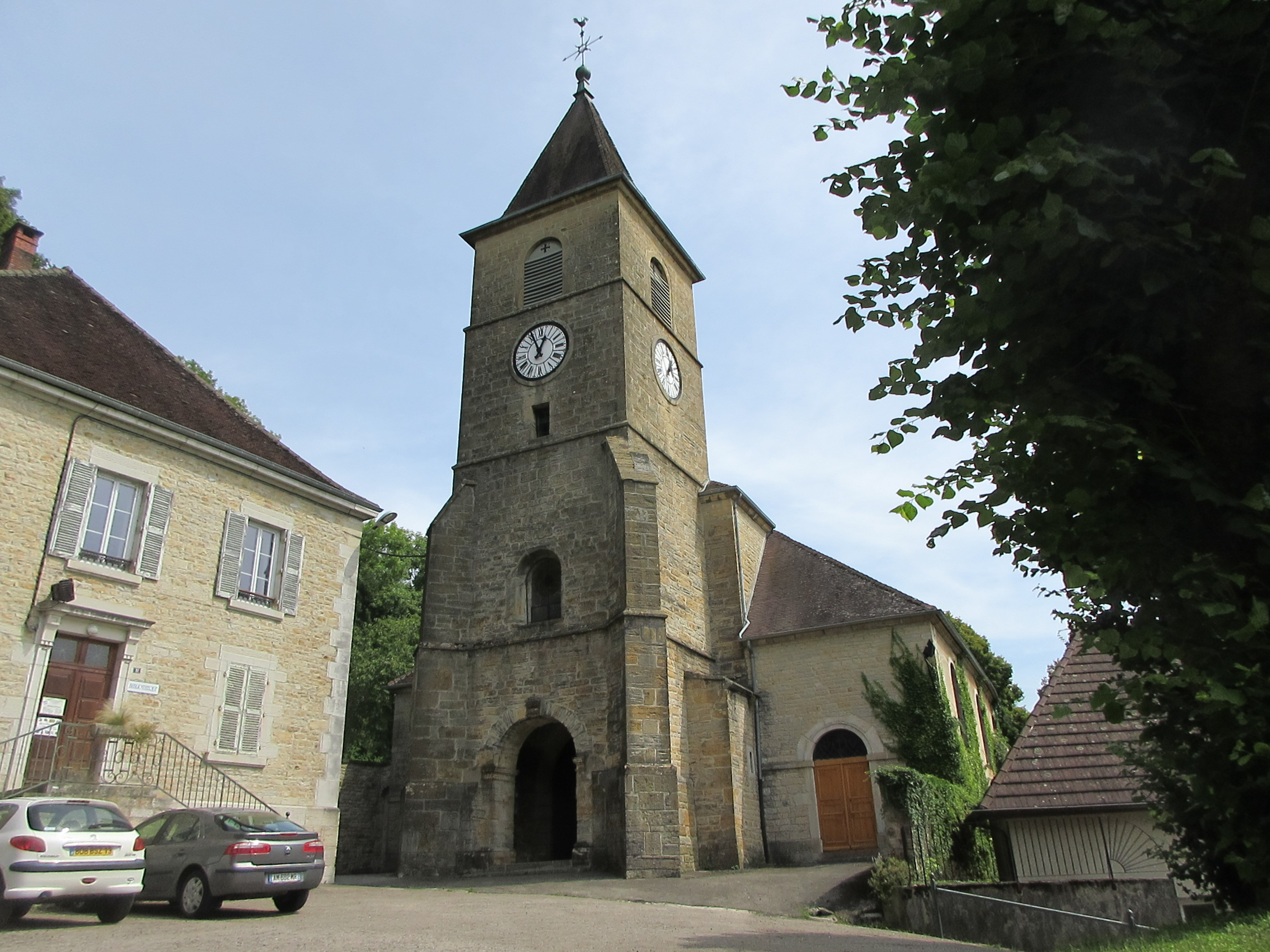
L'église Saint-Grégoire.

- Les bâtiments de l'ancienne saline qui abritent les archives départementales du Jura.

### Voies
| 97 odonymes recensés à Montmorot au 24 novembre 2013          | 97 odonymes recensés à Montmorot au 24 novembre 2013 | 97 odonymes recensés à Montmorot au 24 novembre 2013 | 97 odonymes recensés à Montmorot au 24 novembre 2013 | 97 odonymes recensés à Montmorot au 24 novembre 2013 | 97 odonymes recensés à Montmorot au 24 novembre 2013 | 97 odonymes recensés à Montmorot au 24 novembre 2013 | 97 odonymes recensés à Montmorot au 24 novembre 2013 | 97 odonymes recensés à Montmorot au 24 novembre 2013 | 97 odonymes recensés à Montmorot au 24 novembre 2013 | 97 odonymes recensés à Montmorot au 24 novembre 2013 | 97 odonymes recensés à Montmorot au 24 novembre 2013 | 97 odonymes recensés à Montmorot au 24 novembre 2013 | 97 odonymes recensés à Montmorot au 24 novembre 2013 | 97 odonymes recensés à Montmorot au 24 novembre 2013 | 97 odonymes recensés à Montmorot au 24 novembre 2013 |
| Allée                                                         | Avenue                                               | Bld                                                  | Chemin                                               | Cité                                                 | Impasse                                              | Montée                                               | Parc                                                 | Place                                                | Quai                                                 | Rd-point                                             | Route                                                | Rue                                                  | Square                                               | Autres                                               | Total                                                |
| ------------------------------------------------------------- | ---------------------------------------------------- | ---------------------------------------------------- | ---------------------------------------------------- | ---------------------------------------------------- | ---------------------------------------------------- | ---------------------------------------------------- | ---------------------------------------------------- | ---------------------------------------------------- | ---------------------------------------------------- | ---------------------------------------------------- | ---------------------------------------------------- | ---------------------------------------------------- | ---------------------------------------------------- | ---------------------------------------------------- | ---------------------------------------------------- |
| 0                                                             | 5                                                    | 0                                                    | 16                                                   | 1                                                    | 5                                                    | 1                                                    | 1                                                    | 3                                                    | 0                                                    | 0                                                    | 8                                                    | 30                                                   | 1                                                    | 26                                                   | 97                                                   |
| Notes « N »                                                   |                                                      |                                                      |                                                      |                                                      |                                                      |                                                      |                                                      |                                                      |                                                      |                                                      |                                                      |                                                      |                                                      |                                                      |                                                      |
| Sources : rue-ville.info & OpenStreetMap & FNACA-GAJE du Jura |                                                      |                                                      |                                                      |                                                      |                                                      |                                                      |                                                      |                                                      |                                                      |                                                      |                                                      |                                                      |                                                      |                                                      |                                                      |

### Personnalités liées à la commune
- Pierre Marie Royer (1756 à Montmorot-1821 à Vichy)), homme politique, député de Saône-et-Loire de 1815 à 1816.
- Agustín Fernando Muñoz y Sánchez (1808-1873), époux morganatique de la reine-régente d'Espagne Marie-Christine de Bourbon, duc de Rianzarès, fut nommé duc de Montmorot par Louis-Philippe Ier en 1847. Le titre est actuellement encore à l'honneur en Espagne.
- La famille de Montmorot, dont le titre comtal a été confirmé par Philippe IV d'Espagne.
- Jean Gautier (1678–1743), médecin, inventeur d'une machine à distiller l'eau de mer, mort à Montmorot.
- Jean Grémion (1942-2019), acteur, metteur en scène et dramaturge.
- Anael Topenot Del Debbio (1942-2018), peintre de l'industrie et des sciences.